# Anthonotha elongata
Anthonotha elongata är en ärtväxtart som först beskrevs av John Hutchinson, och fick sitt nu gällande namn av J.Leonard. Anthonotha elongata ingår i släktet Anthonotha och familjen ärtväxter. Inga underarter finns listade i Catalogue of Life.